# Batalla de Tesalónica (1040)
La batalla de Tesalónica (en búlgaro: Битка при Солун) ocurrió en 1040 cerca de la ciudad de Tesalónica en la moderna Grecia entre los búlgaros y los bizantinos. La batalla terminó con una victoria búlgara.

## Orígenes del conflicto
En 1018 los bizantinos conquistaron Bulgaria después de una amarga lucha de medio siglo. En 1040 un hombre llamado Deljan, que afirmaba ser un descendiente del zar búlgaro Samuel, encabezó un levantamiento contra la ocupación bizantina que estalló en Belgrado y se proclamó zar. Al mismo tiempo los búlgaros locales en lo que hoy es Albania se rebelaron bajo el oficial Tihomir. Los dos líderes se reunieron y para no distraer a Pedro Deljan fue elegido como el único comandante del ejército rebelde y Tihomir fue asesinado.

## La batalla
Después que los dos ejércitos se reunieron Pedro II Delyan marchó hacia el este a Tesalónica, donde en ese momento era el emperador bizantino Miguel IV. Los bizantinos fueron derrotados y Miguel IV tuvo que huir para salvar su vida dejando su tienda personal y una gran cantidad de oro y plata.

## Consecuencias
Pronto los éxitos continuos empezaron, ya que Bulgaria se apoderó de Dirraquio importante puerto del Adriático. Otro ejército invadió y se apoderó de la parte norte de Tesalia. Eso causó serios problemas para el gobierno de Constantinopla, que tuvo que actuar con rapidez para poner fin a la restauración del Imperio búlgaro.